# Shanlin
Shanlin (chiń. upr. 杉林区; chiń. trad. 杉林區; pinyin Shānlín qū; Wade-Giles Shan-lin ch’ü) – dzielnica (chiń. 區, qū) w rejonie Cishan miasta wydzielonego Kaohsiung na Tajwanie. 
23 czerwca 2009 komitet przy Ministrze Spraw Wewnętrznych Republiki Chińskiej zarekomendował scalenie dotychczasowego powiatu Kaohsiung (chiń. trad. 高雄縣; pinyin Gāoxióng xiàn) i miasta wydzielonego Kaohsiung (chiń. trad. 高雄直轄市; pinyin Gāoxióng zhíxiáshì) w jedno miasto wydzielone; wszystkie gminy wiejskie (chiń. 鄉, xiāng), jak Shanlin, miejskie oraz miasta wchodzące w skład powiatu zostały przekształcone w dzielnice (chiń. 區, qū). Ustawa weszła w życie 25 grudnia 2010 roku.
Populacja dzielnicy Shanlin w 2016 roku liczyła 12 201 mieszkańców – 5522 kobiety i 6679 mężczyzn. Liczba gospodarstw domowych wynosiła 4806, co oznacza, że w jednym gospodarstwie zamieszkiwało średnio 2,54 osób.

## Demografia (2011–2016)
| Rok  | Liczba ludności | Gęstość zaludnienia | Kobiety | Mężczyźni | Gospodarstwa domowe |
| ---- | --------------- | ------------------- | ------- | --------- | ------------------- |
| 2011 | 12 136          | 116                 | 5515    | 6621      | 4593                |
| 2012 | 12 577          | 120                 | 5719    | 6858      | 4827                |
| 2013 | 12 587          | 121                 | 5725    | 6862      | 4823                |
| 2014 | 12 531          | 120                 | 5710    | 6821      | 4831                |
| 2015 | 12 383          | 119                 | 5618    | 6765      | 4805                |
| 2016 | 12 201          | 117                 | 5522    | 6679      | 4806                |